# Espirea
Espirea (Spiraea) és un gènere de plantes amb flor de la família de les rosàcies. Fa un temps es van escindir diversos representants cap al gènere Aruncus.

## Particularitats
Són arbusts, de fulles generalment simples i de flors petites, blanques o rosades, agrupades en inflorescències vistoses. Algunes espècies són apreciades en jardineria i d'altres en la medicina herbal. Moltes procedeixen de l'Extrem Orient.

## Taxonomia
Hi ha de 80 a 100 espècies al gènere, sense comptar els híbrids. L'única espècie autòctona als Països Catalans és espirea crenada:
| - Spiraea alba - espirea blanca - Spiraea amoena - Spiraea arcuata - Spiraea baldschuanica - Spiraea bella - Spiraea betulifolia - Spiraea blumei - Spiraea calcicola - Spiraea cana - Spiraea canescens - Spiraea cantoniensis - arbre nevat, flor d'abril, espirea cantonesa - Spiraea chamaedryfolia - arbre de Virgínia - Spiraea crenata - espirea crenada - Spiraea decumbens - Spiraea densiflora - espirea de muntanya - Spiraea douglasii - cuculla rosa - Spiraea gemmata - Spiraea henryi - Spiraea hirsuta - espirea peluda - Spiraea hypericifolia - Spiraea japonica - espirea del Japó - Spiraea latifolia - espirea de fulla ampla | - Spiraea lobata - reina de la pradera - Spiraea longigemmis - Spiraea media - Spiraea micrantha - Spiraea miyabei - Spiraea mollifolia - Spiraea nervosa - Spiraea nipponica - Spiraea prunifolia - corona nupcial - Spiraea pubescens - Spiraea rosthornii - Spiraea salicifolia - carràs de núvia - Spiraea sargentiana - Spiraea thunbergii - espirea de la Xina - Spiraea tomentosa - cuculla blanca - Spiraea trichocarpa - Spiraea trilobata - Spiraea veitchii - Spiraea virginiana - espirea de Virgínia - Spiraea wilsonii - Spiraea yunnanensis - espirea de Yunnan |

### Híbrids
- Spiraea × arguta (S. × multiflora × S. thunbergii)
- Spiraea × billardii (S. douglasii × S. salicifolia)
- Spiraea × blanda (S. nervosa × S. cantoniensis)
- Spiraea × brachybotrys (S. canescens × S. douglasii)
- Spiraea × bumalda (S. japonica × S. albiflora)
- Spiraea × cinerea (S. hypericifolia × S. cana)
- Spiraea × conspicua (S. japonica × S. latifolia)
- Spiraea × fontenaysii (S. canescens × S. salicifolia)
- Spiraea × foxii (S. japonica × S. betulifolia)
- Spiraea × gieseleriana (S. cana × S. chamaedryfolia)
- Spiraea × macrothyrsa (S. douglasii × S. latifolia)
- Spiraea × multiflora (S. crenata × S. hypericifolia)
- Spiraea × notha (S. betulifolia × S. latifolia)
- Spiraea × nudiflora (S. chamaedryfolia × S. bella)
- Spiraea × pikoviensis (S. crenata × S. media)
- Spiraea × pyramidata (S. betulifolia × S. douglasii)
- Spiraea × revirescens (S. amoena × S. japonica)
- Spiraea × sanssouciana (S. japonica × S. douglasii)
- Spiraea × schinabeckii (S. chamaedryfolia × S. trilobata)
- Spiraea × semperflorens (S. japonica × S. salicifolia)
- Spiraea × vanhouttei (S. trilobata × S. cantoniensis) - espirea de Van Houtte
- Spiraea × watsoniana (S. douglasii × S. densiflora)